# Diasporas asiatiques en France
Les diasporas asiatiques en France sont l'ensemble des populations originaires d'Asie et installées en France. Cette origine peut se comprendre par un lieu de naissance en Asie, mais aussi, pour les descendants des personnes immigrées, d'un sentiment d'appartenance culturel et social.

## Histoire

### Début duXIXesiècle: hypothèse de l'origine indienne d'une partie des populations Tsiganes

#### Origine et scénarios possibles
La question de l'origine des populations Tsiganes, vivant en France depuis le XVe siècle, devient centrale au début du XIXe siècle. Jusqu'alors, elles étaient vues et se présentaient comme venant de Petite Egypte, région comprise comme pouvant être la Grèce, l'Iran, les Indes, L'Éthiopie ou les Balkans et la question du point de départ de leur diaspora importait moins que de savoir s'ils étaient ou non chrétiens. Faisant l'objet d'études anthropologiques et linguistiques auxquelles ils ne prennent pas part, les Tsiganes se voient attribuer une origine du nord-ouest de l'Inde, hypothèse  basée sur une proximité linguistique entre le romani et le sanskrit,. Cette hypothèse est débattue, notamment en raison de la multiplicités des dialectes romanis et de leurs proximités avec d'autres langues : persan, grec, arménien, langues slaves, langues romanes,.

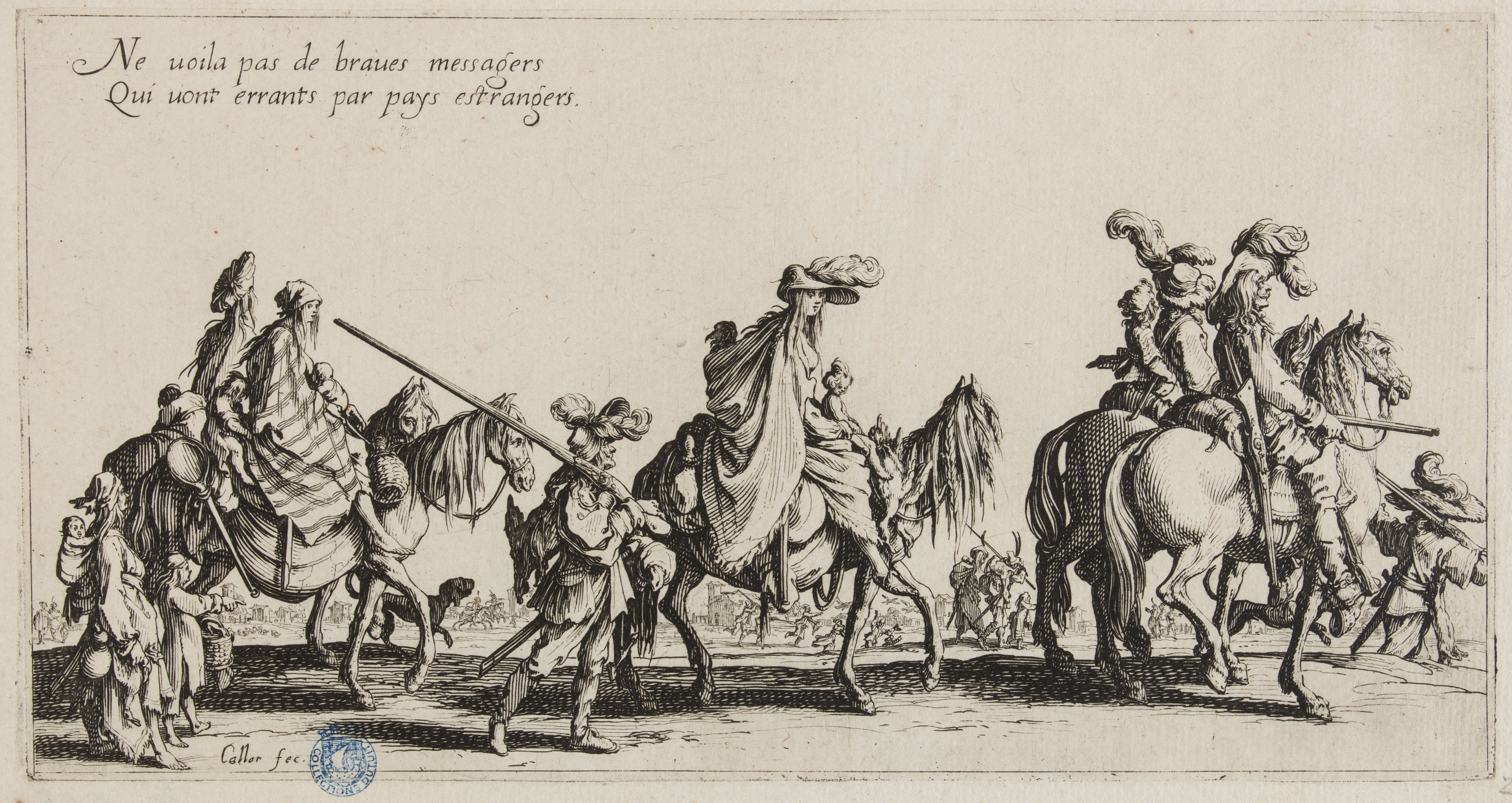
La marche des Bohémiens, estampe de Jacques Callot du début du XVIIe siècle conservée au musée des Beaux-Arts de la ville de Paris. À l'époque notamment de la guerre de Trente Ans, les compagnies bohémiennes négocient leur engagement militaire contre une protection politique et un droit de circulation

Deux modèles de migration sont proposés concernant l'hypothèse indienne, qui ne concerne que la première vague des migrations Tsiganes, les suivantes étant intra-européennes,. Dans le premier scénario, les Tsiganes sont à l'origine des nomades indiens originaires du Pendjab, où ils vivent entre 450 et et 950. Puis, ils s'installent en Perse avant la fin du premier millénaire, pour ensuite s'installer dans l'Empire byzantin au début du XIVe siècle et enfin rejoindre l'Europe occidentale dont la France au XVe siècle via les Balkans. Dans le second, il s'agit de populations originaires de la vallée du Gange esclavagisées par les sultans du Deccan, rejoignant l'Empire seldjoukide au premier millénaire avant de rejoindre la Perse au Xe et XIe siècle, puis Constantinople au XIIe siècle, le reste de l'Empire byzantin au XIVe et enfin l'Europe.

#### Motivations politiques gadjos
Cette recherche des origines s'inscrit dans un double contexte politique. D'une part, la marginalisation croissante des Tziganes en France du Xe au XIXe siècle. Ceux-ci  sont progressivement vus par les populations gadjos comme perturbateurs de l'ordre social et privés de leurs sources de revenu. Ainsi, la lecture de la bonne aventure, source d'argent pour des femmes tziganes, est condamnée par le concile de Trente et les Églises protestantes, tandis que la déclaration de juillet 1682 par Colbert contre les guerres privées, déclaration qui vise à asseoir le pouvoir royal, prive les compagnies de «  Bohémiens » de leur travail. Plus la répression augmente, plus les Tsiganes sont associés à la mendicité et, pour les femmes, à la prostitution. Cette marginalisation et cette répression, qui peuvent prendre des formes très violentes, tels que la menace des États de Navarre en 1713 d'esclavagiser et déporter les Tsiganes en Amérique, fait naître le désir de trouver un « pays d'origine » à ces populations afin de les y renvoyer. Ce lien entre origine indienne et marginalisation perdure jusqu'au XXIe siècle, où la pensée d'extrême-droite va utiliser la possible origine indienne des Tsiganes comme la preuve de leur non-Européanité indépassable et donc de leur statut d'éternels étrangers à éliminer.
D'autre part, le XIXe siècle est celui du racisme scientifique, qui vise à prouver l'existence de races humaines hiérarchisées : l'origine indienne vient ainsi appuyer, dans cette perspective, un statut racisé et donc inférieur.

#### Rapport des Tsiganes à une origine indienne
Si une partie des Tsiganes, en particulier celle proche de l'élaboration d'une politique européenne de protection d'une « minorité Rom » en Europe unie par une langue et une culture commune, voit dans l'origine indienne un facteur appuyant l'unité sociale et culturelle des Roms d'Europe, une autre partie n'y accorde que peu d'importance.

« L'Inde a disparu de la mémoire des Tsiganes (...) Le déracinement est l'origine : une expérience quotidienne. »

— Patrick Williams

### Engagisme à la suite de l'abolition de l'esclavage en 1848
L'abolition de l'esclavage en 1848 amène la France à chercher de nouvelles sources de travail bon marché. Elle lance alors un grand recours à l'engagisme, une forme de migration sous-contrat de travailleurs, qui concerne à 85% des personnes venues d'Inde, celles venues de Chine et du Vietnam comprenant le reste. Ces personnes travaillent ensuite dans les plantations de l'empire colonial français : île de la Réunion, Nouvelle-Calédonie et Antilles françaises. Ce système concerne plus de trois millions de travailleurs au cours du XIXe siècle.
Ces premières migrations, notamment à la Réunion, sont forcées et concernent des prisonniers ; elles font ensuite place à une migration choisie. En Indochine, près de 2,5 millions de personnes chinoises travaillent grâce au Credit-Ticket (en).

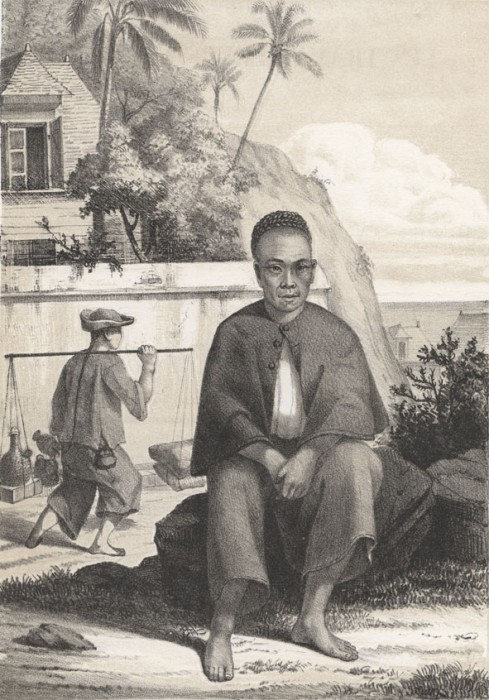
Portrait d'un immigrant chinois, gravure d'Antoine-Louis Roussin de 1860 conservée au musée Léon-Dierx à la Réunion.
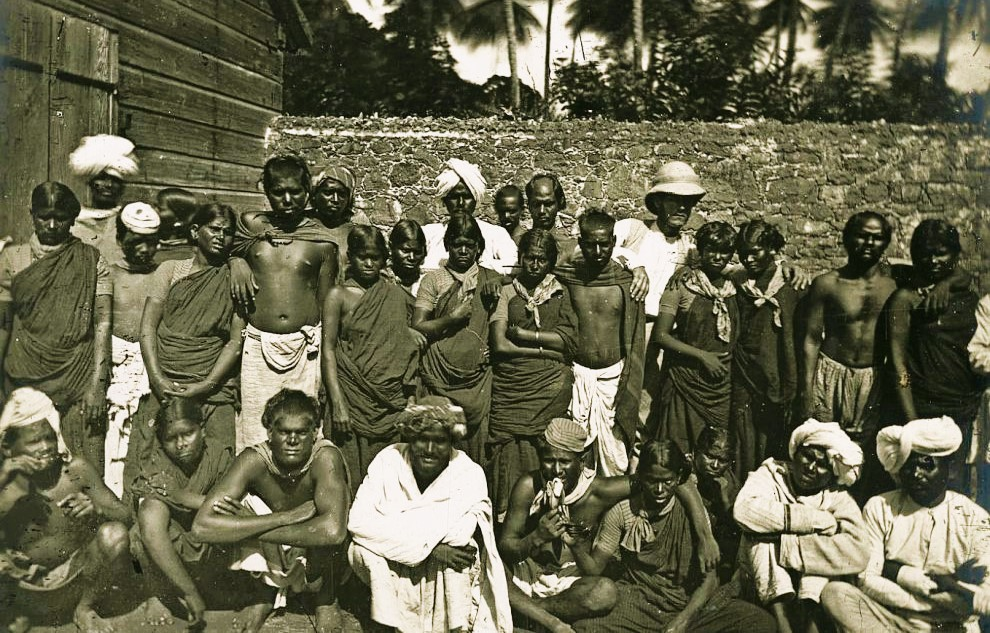
Groupe de travailleurs indiens à la Martinique, photographie de la fin du XIXe siècle.

### Fin duXIXesiècleà 1914: délégations et étudiants  sous contrôle en contexte colonial

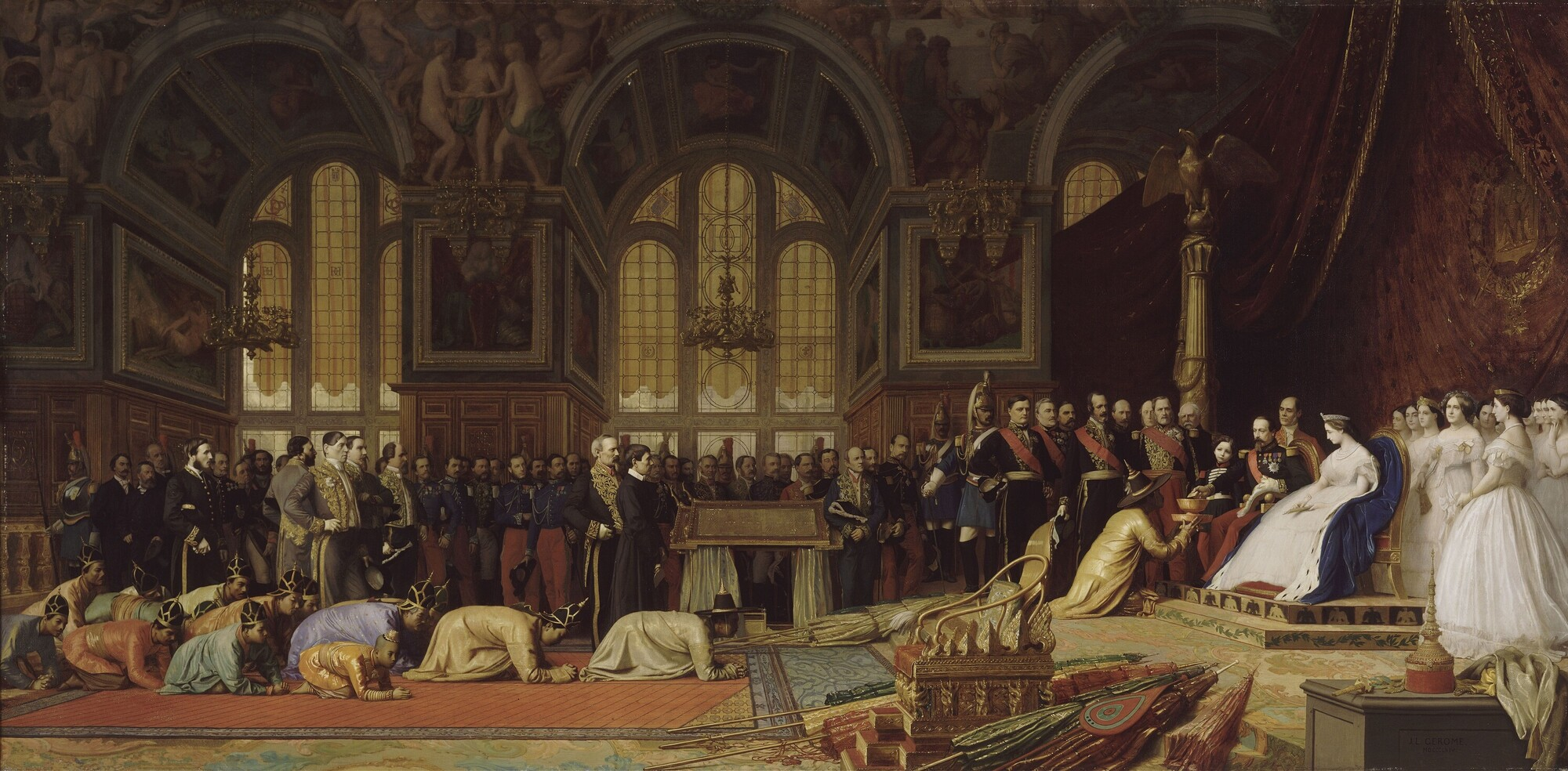
Réception des ambassadeurs siamois par l'Empereur Napoléon III au palais de Fontainebleau, 27 juin 1861, tableau de Jean-Léon Gérôme

Si la première délégation asiatique reçue en France est une mission siamoise reçue par Louis XIV en 1684, c'est à partir des années 1860 et en réaction à la politique impérialiste de Napoléon III qu'une présence diplomatique asiatique, en particulier chinoise, japonaise et vietnamienne, s'installe en France. Celles-ci visent en particulier à aménager les politiques coloniales et impérialistes imposées aux souverains asiatiques.
Ces missions, en particulier en raison de l'engouement populaire qu'elles suscitent, sont sous le contrôle des autorités françaises : ainsi, quand le prince cambodgien Duong Chakr (en) critique lors de sa venue à Marseille en 1893 la politique du protectorat du Cambodge, il est arrêté et déporté en Algérie coloniale. Cinq années plus tôt, c'était l'empereur du Vietnam Hàm Nghi qui avait subi le même sort.

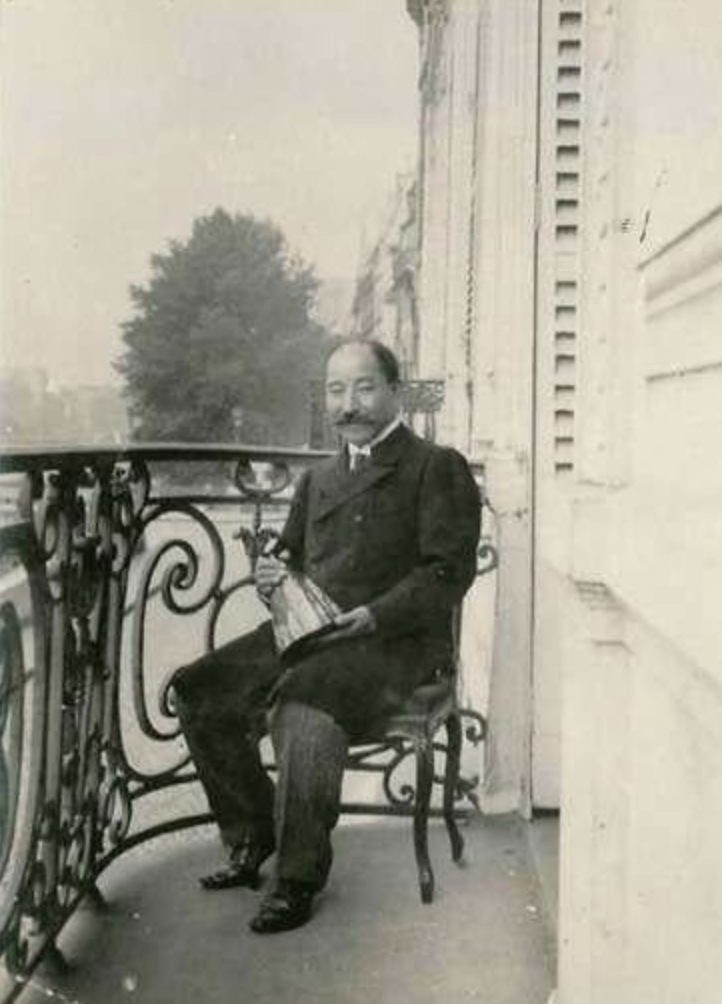
Hayashi Tadamasa en 1904 à Paris

Les délégations ne sont pas uniquement diplomatiques mais aussi culturelles, en particulier liées aux expositions universelles de 1867 et 1878 ; à partir des années 1870, des personnes japonaises et chinoises, venues via ces expositions et issues de diverses classes sociales, commencent à s'installer durablement en France, en particulier à Paris. Parmi eux, Hayashi Tadamasa, marchand d'art, qui aura une influence considérable sur le japonisme en France.
Dès 1885, d'abord de manière informelle, puis au sein de l'École cambodgienne, qui devient en 1889 l'École coloniale, sont formés des administrateurs coloniaux, dont une partie issue des colonies asiatiques. À la même époque, les études en France sont un marqueur social des élites asiatiques, en particulier japonaises mais aussi vietnamiennes. Paris bénéficie d'une image très méliorative sans être l'unique destination : nombreux sont les étudiants à aller ainsi dans d'autres villes de la métropole mais aussi en Algérie, où un réseau autour d'Hàm Nghi se met en place.
À partir de 1897, une nouvelle forme de migration asiatique émerge : il s'agit des domestiques des colons, forcés à s'installer dans la métropole au moment où leurs maîtres y retournent.
Des organisations politiques de petites tailles commencent à se former au début du XXe siècle : l'anarchiste chinois Li Shizeng établit à La Garenne-Colombes une petite usine de production de tofu, la première en France, qui assure leurs revenus à une trentaine d'étudiants chinois. Dix ans plus tard, en 1912-1913, c'est à Montargis qu'une centaine d'étudiants établit une communauté de travail-études. Ces organisations sont les prémices à la fois des mouvements anticoloniaux et du parti communiste chinois.

### 1914 à 1945

#### 1914 à 1930

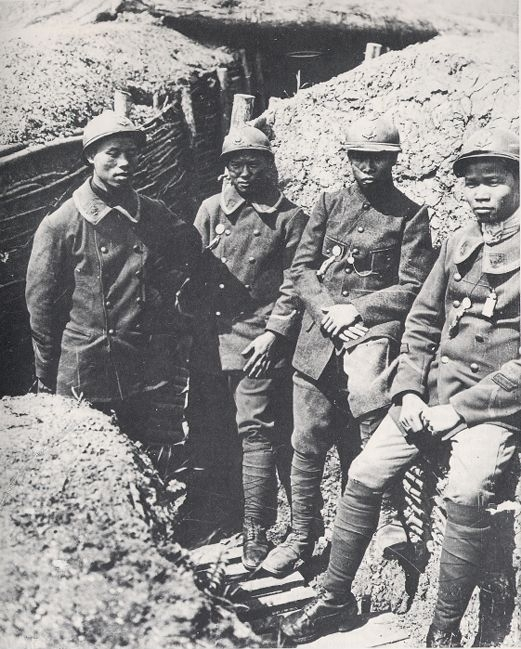
Soldats annamites sur le front de la Marne en 1916, Médiathèque du patrimoine et de la photographie

La Première Guerre mondiale et la mobilisation qu'elle provoque déclenche la première migration massive d'Asiatiques en France métropolitaine avec 90 000 Indochinois, tirailleurs et travailleurs, et 37 000 Chinois mobilisés. Si certains sont mobilisés au front, ils sont aussi très nombreux à travailler à l'arrière-front, en particulier dans les usines et l'agriculture. Le rapatriement en Asie se fait progressivement jusqu'en 1922, afin de garder de la main-d'œuvre pour la reconstruction et le nettoyage des champs de bataille.
Après la guerre, plusieurs milliers de travailleurs décident de rester en France métropolitaine, diversifiant ainsi les profils sociaux-économiques de la diaspora est et sud-est asiatique.
À partir de 1920 et à la suite de la révolution russe s'organise une émigration de russes blancs vers l'Europe. Cette migration comporte une petite minorité asiatique, notamment Kalmouk à Joinville-le-Pont.
La population chinoise en France croît jusqu'à atteindre environ 4 000 personnes dans les années 1930 avant de diminuer, mais plusieurs chercheurs estiment ce chiffre sous-estimé. La population indochinoise, essentiellement vietnamienne, s'élève quant à elle à 5 000 personnes, avec relativement peu d'enracinement : le mode d'installation correspond plutôt à des séjours en métropole de moins de 10 ans. L'occupation de la Chine et de la Corée par le Japon ainsi que les grosses divergences sociales, font que la diaspora est-asiatique en France de l'entre-deux-guerres ne fait pas communauté mais est fortement divisée.
La diaspora chinoise, l'une des rares à avoir une forte présence en métropole en-dehors de Paris, est politiquement divisée dans les années 1920 : d'une part, le mouvement Travail-Études, politisé au contact d'ouvriers et d'inspiration anarchiste, héritier du groupe de Montargis. Ce groupe comporte notamment Ba Jin ainsi que de nombreux étudiants chinois étudiants à l'école des Beaux-Arts de Paris. De l'autre, le mouvement marxiste-léniniste, structuré autour de la branche française du parti communiste chinois, créée en 1922 et comprenant Deng Xiaoping et Zhou Enlai. Lors que les autorités chinoises arrêtent de financer les étudiants installés en France, en 1921, une centaine d'entre eux marchent sur Lyon pour réclamer leur intégration à l'Institut franco-chinois, créé la même année. Ceux-ci sont expulsés vers la Chine et rejoignent alors les mouvements anti-communistes autour de Tchang Kaï-chek.

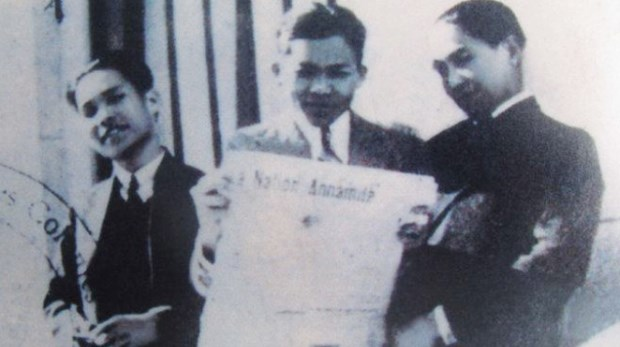
Nguyên An Ninh et Nguyễn Thế Truyền en 1927 en France

La diaspora vietnamienne, peu nombreuse, est particulièrement active politiquement, avec des intellectuels et militants tels que Ho Chi Minh, Phan Van Truong (en), Phan Châu Trinh, Nguyễn An Ninh et Nguyen The Truyen (vi), surnommés « les Cinq Dragons ». Le choix de Paris est stratégique pour organiser la lutte politique anticoloniale.
Une même dynamique existe dans la diaspora coréenne, composée essentiellement de proches de Kim Kyu-sik auxquels s'ajoutent quelques dizaines d'étudiants et d'ouvriers qui luttent contre l'occupation de la Corée par le Japon et publient, de 1919 à 1921, La Corée libre. Cet espace de liberté politique, permettant de critiquer à la fois l'ordre colonial, l'ordre capitaliste et l'organisation sociale des sociétés asiatiques traditionnelles, se fait toutefois sous une étroite surveillance policière française.
L'entre-deux-guerres voit aussi le développement des restaurants asiatiques : Paris en compte une quarantaine, dont la grande majorité se situe dans le quartier latin. Ceux-ci sont soit gastronomiques, destinés à une clientèle aisée asiatique ou européenne et implantés au quartier latin, soit des établissements modestes, tenus et fréquentés par des étudiants dans le quartier latin et des ouvriers à Boulogne-Billancourt, Puteaux et Issy-les-Moulineaux. La crise économique voit une diversification des activités économiques : de majoritairement ouvriers à Renault ou dans la blanchisserie dans les années 1920, la diaspora chinoise, souvent issue du Qingtian, est souvent, dans les années 1930, colporteuse, travaillant dans la maroquinerie et la confection, ou dans les salons de pédicure de luxe.
La guerre sino-japonaise rend impossible toute mobilisation depuis la Chine lors de la Seconde Guerre mondiale : celle-ci se concentre, pour l'Asie, sur le Vietnam, avec 20 000 travailleurs et tirailleurs réquisitionnés. Cette mobilisation est de courte durée, puisque la défaite de juin 1940 y met un terme.

#### 1930 à 1945

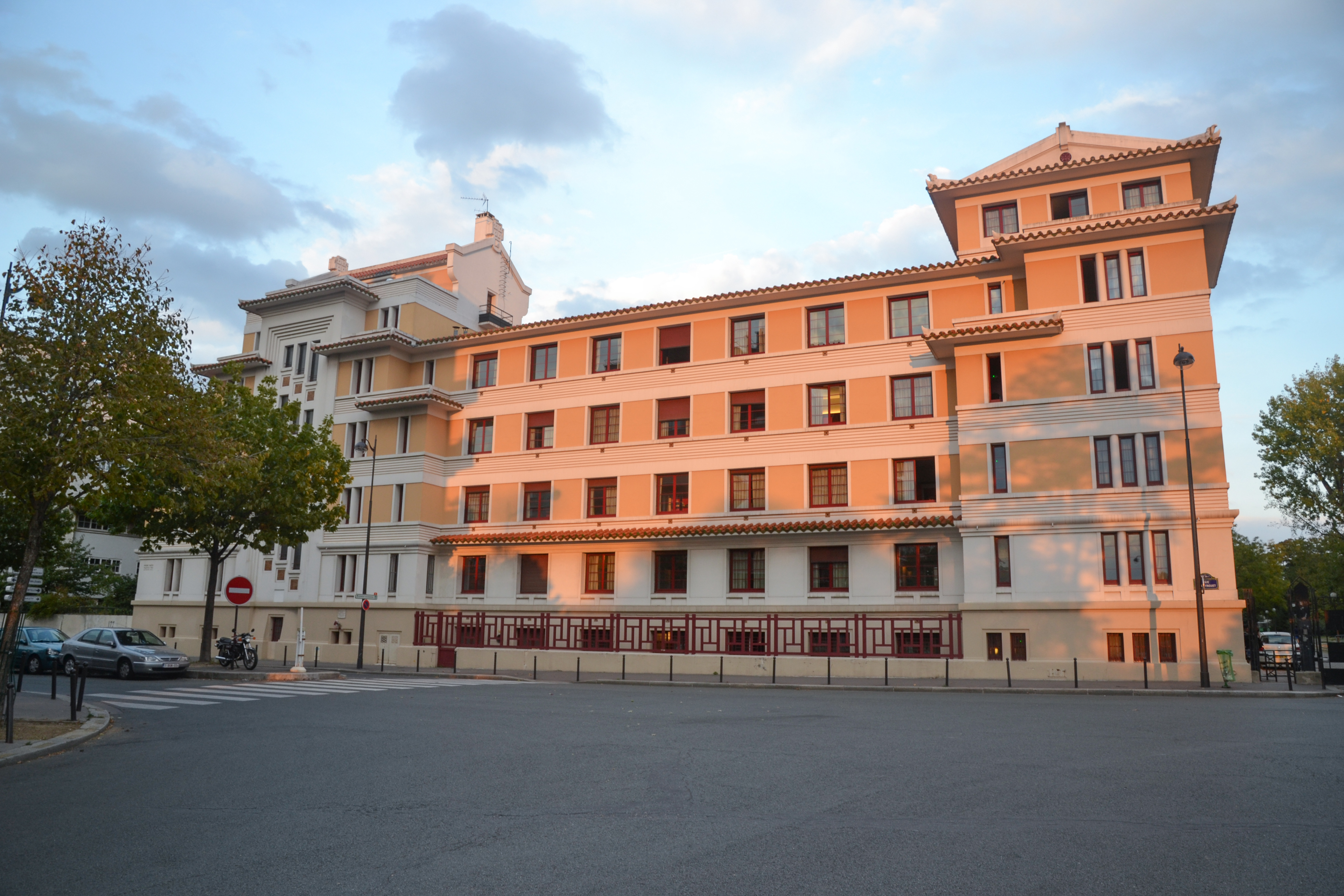
Maison des étudiants de l'Asie du Sud-est en 2011, initialement maison de l'Indochine en 1930

La mutinerie de Yên Bái ainsi que les manifestations en France, notamment en mai 1930 devant l'Élysée pour la libération des arrêtés de la mutinerie, contre l'inauguration de la maison de l'Indochine par Gaston Doumergue et Bảo Đại ou contre l'exposition coloniale internationale de 1931, change radicalement l'image des Vietnamiens en France, qu'ils soient dans les colonies ou en diaspora dans la métropole. Pendant l'exposition coloniale, le préfet de police de Paris tente, sans succès, d'engager des Indochinois installés à Paris comme agents indicateurs.
Ainsi, les indochinois ne sont plus dépeints comme dociles et travailleurs, mais comme des agitateurs représentant un véritable danger politique aux yeux du pouvoir colonial. C'est à partir de là que se développe un racisme anti-asiatique spécifique et notamment du « péril jaune ».
La libération de Paris en 1944 s'accompagne d'une vague importante de départs de la petite diaspora japonaise de Paris vers l'Allemagne, qui craint pour sa sécurité.

### Après 1945

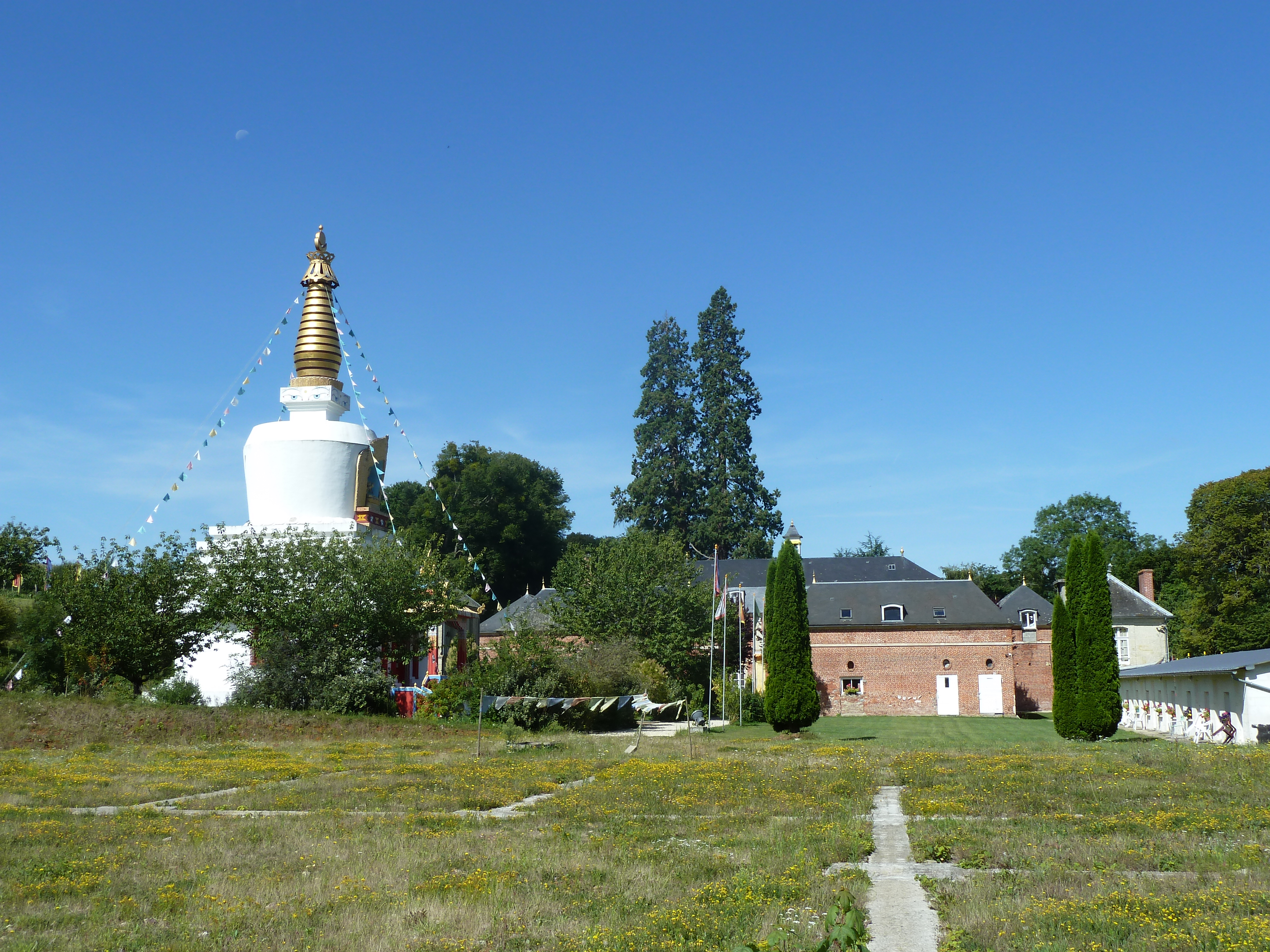
Vajradhara-Ling, temple boudhiste tibétain dans l'Orne, en 2017

À partir de 1959 et l'annexion du Tibet par la Chine, de nombreux Tibétains fuient la région. Une petite minorité s'installe en France.

### XXIesiècle: Émergence d'une autonomisation commune
À partir du XXIe siècle émerge en France, comme c'est le cas dans d'autres pays tels que le Canada, les États-Unis et l'Australie, une autodésignation de populations comme « asiatiques », alors que jusqu'alors elles se définissait selon le pays ou l'ethnie d'origine. Cette convergence panasiatique se fait via les médias, tels que le magazine Koï, actif de 2017 à 2021, les actions collectives contre le racisme anti-asiatique, ou la géographie urbaine, où les différents commerces asiatiques partagent un même quartier.

## Caractéristiques

### Descendants d'immigrés
En 2019, l'INSEE dénombre 37 000 descendants d'immigrés chinois en France, dont les trois quarts ont moins de 30 ans, et 153 000 descendants des pays de l'ex-Indochine (Cambodge, Laos, Vietnam).
Une ligne de fracture existe au sein de ce groupe, entre ceux qui sont nés en Asie et ont immigré en France pendant leur enfance, surnommée « génération 1,5 », et la seconde génération, née dans l'Hexagone. La génération 1,5, généralement aînée d'une fratrie, a grandi dans la double norme sociale, linguistique et culturelle du pays d'origine et de la France, tandis que la seconde génération est plus proche des normes françaises.
Parmi les immigrés de première génération originaires d’Asie du Sud-Est, 44 % ne possèdent aucun diplôme, ce qui en fait l’une des populations immigrées les moins qualifiées en France. En revanche, cette tendance s’inverse chez leurs descendants, dont moins de 7 % sont sans diplôme, soit le taux le plus bas parmi tous les groupes de descendants d’immigrés en France.

### Religions
La religion joue un rôle ambigu dans l'intégration des migrants asiatiques à la société française : ainsi, le bouddhisme, en particulier le bouddhisme tibétain, dispose d'une image positive au sein de la société française, tandis que l'islam est perçu comme un frein à l'intégration.

### Transmission
Si la transmission familiale culturelle et spirituelle se fait facilement, que ce soit dans le quotidien ou lors des festivités, celle de l'histoire des parcours migratoires et des violences qui leur sont associées peut être plus difficile, au point d'aboutir à des non-dits. Face aux silences, ce sont les descendants qui interrogent leurs parents et grands-parents dans l'optique d'une quête identitaire.

## Conditions de vie

### Activités économiques et culturelles
Plusieurs secteurs économiques sont quasiment des passages obligés pour diverses diasporas asiatiques : c'est le cas notamment des travaux très pénibles de la grande industrie (sidérurgie, mine, caoutchouc), de la confection et de la restauration.

#### Restaurants
En 2023, sur les 160 000 restaurants que compte la France, 20 000 sont des restaurants asiatiques. Ceux-ci servent très majoritairement une fusion de spécialités vietnamiennes, cambodgiennes, laotiennes, thaïlandaises, chinoises, japonaises et coréennes ; le géographe Emmanuel Ma Mung y voit une volonté pour les propriétaires de se présenter comme représentants d'un espace asiatique large.

Restaurants proposants des spécialités de plusieurs pays asiatiques
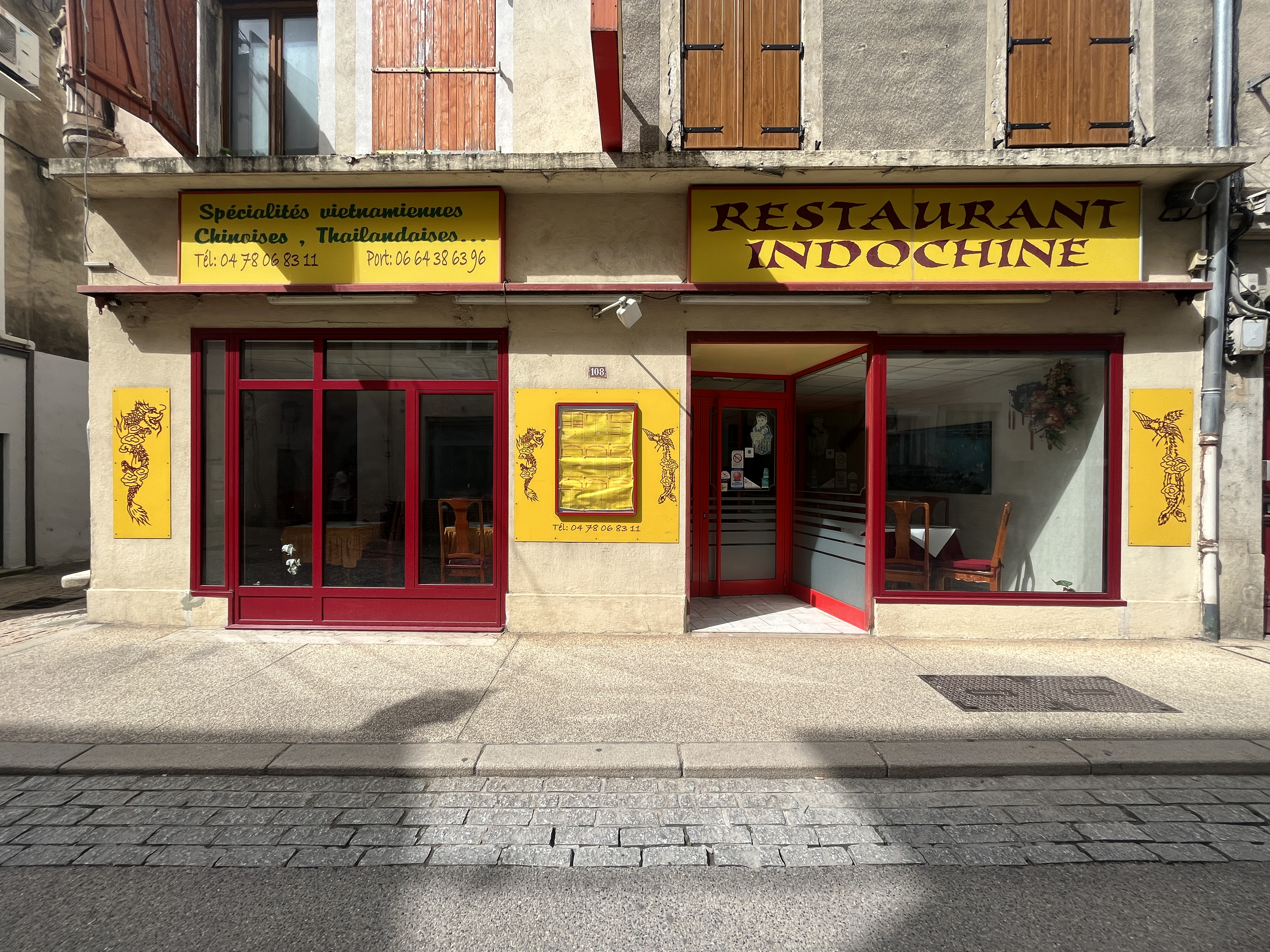
Restaurant vietnamien, chinois et thaïlandais, Montluel, Ain
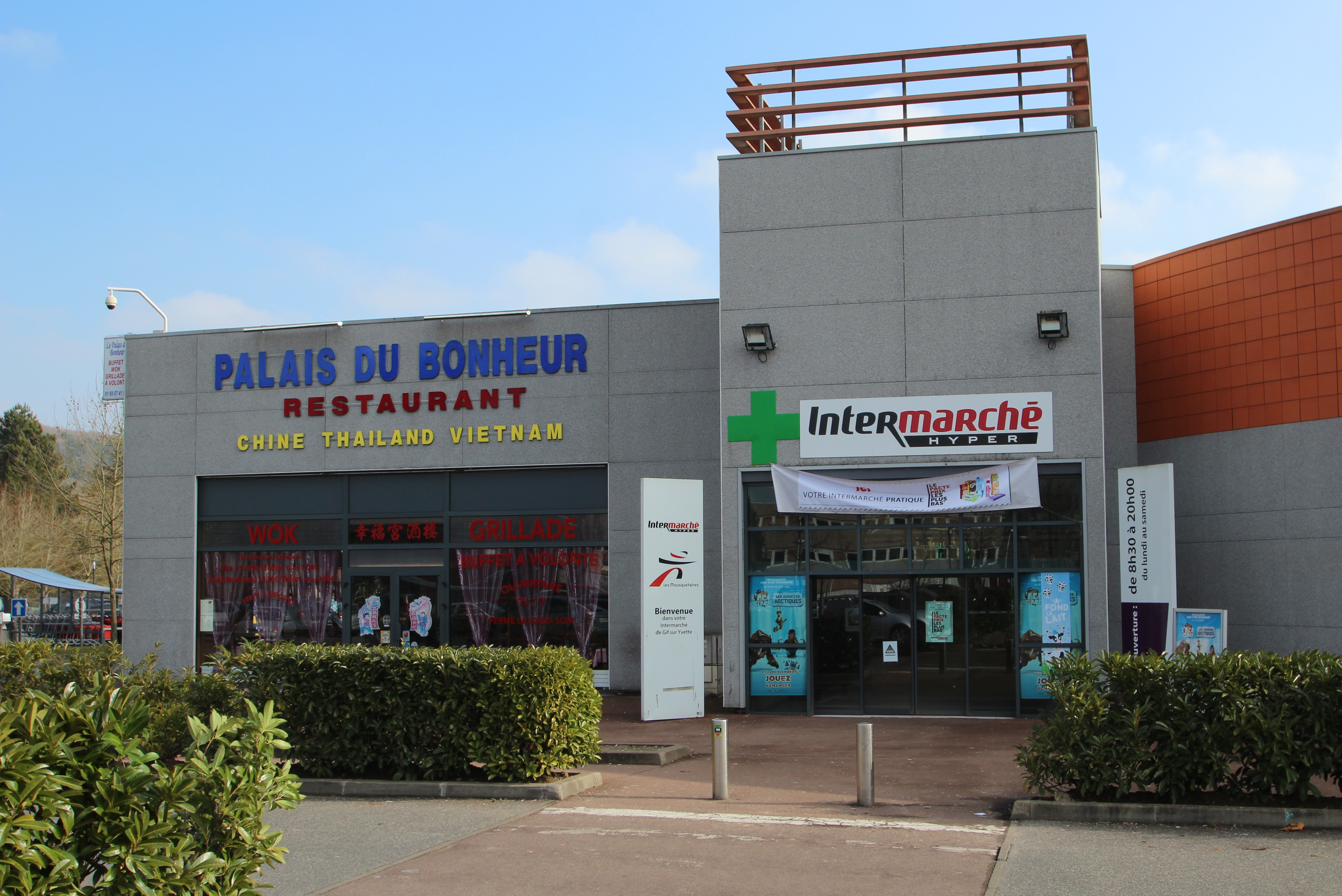
Restaurant chinois, thaïlandais et vietnamien, Centre Commercial Val Courcelle, Gif-sur-Yvette, Essonne
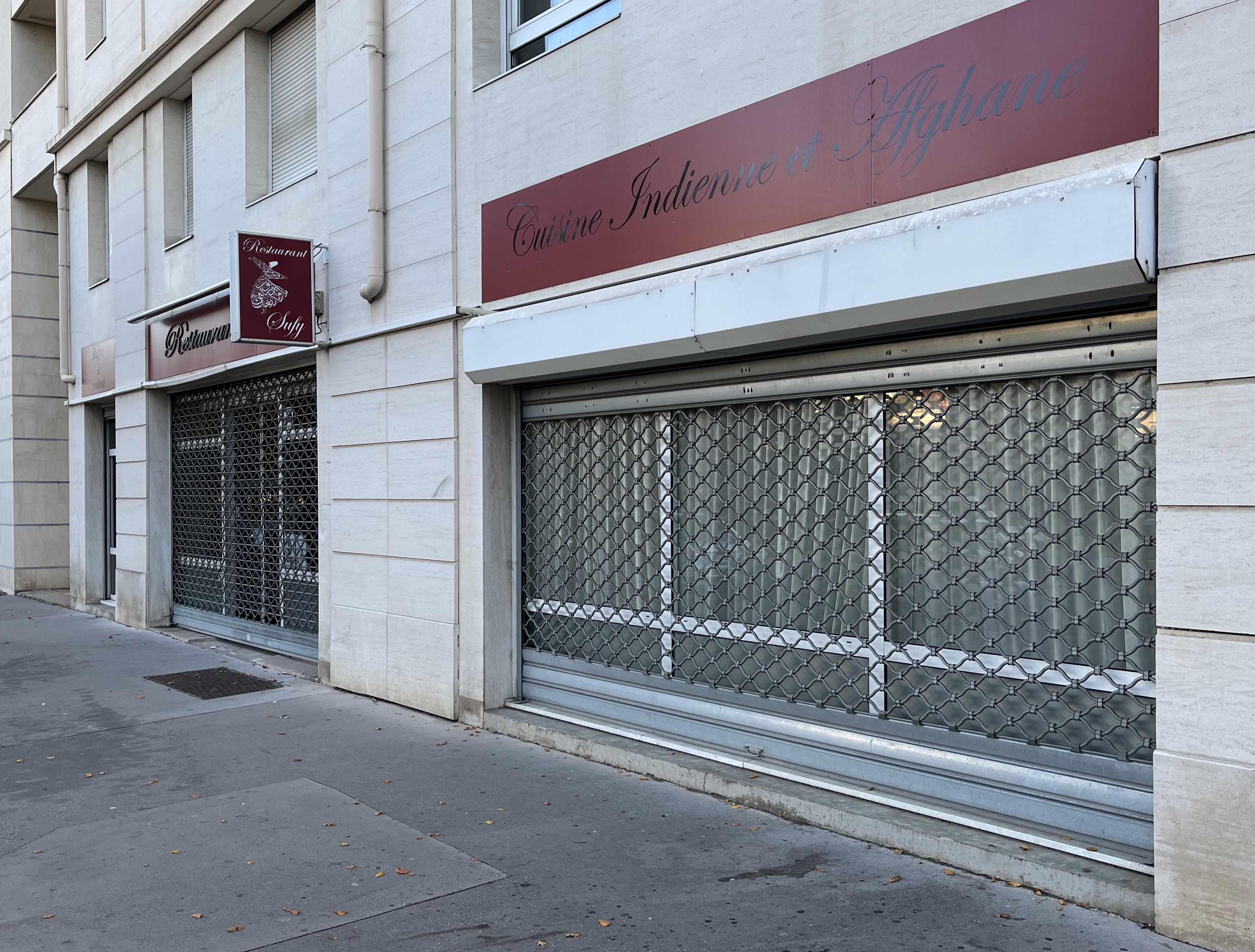
Restaurant indien et afghan, Rue Jeanne-Hachette, Lyon 3
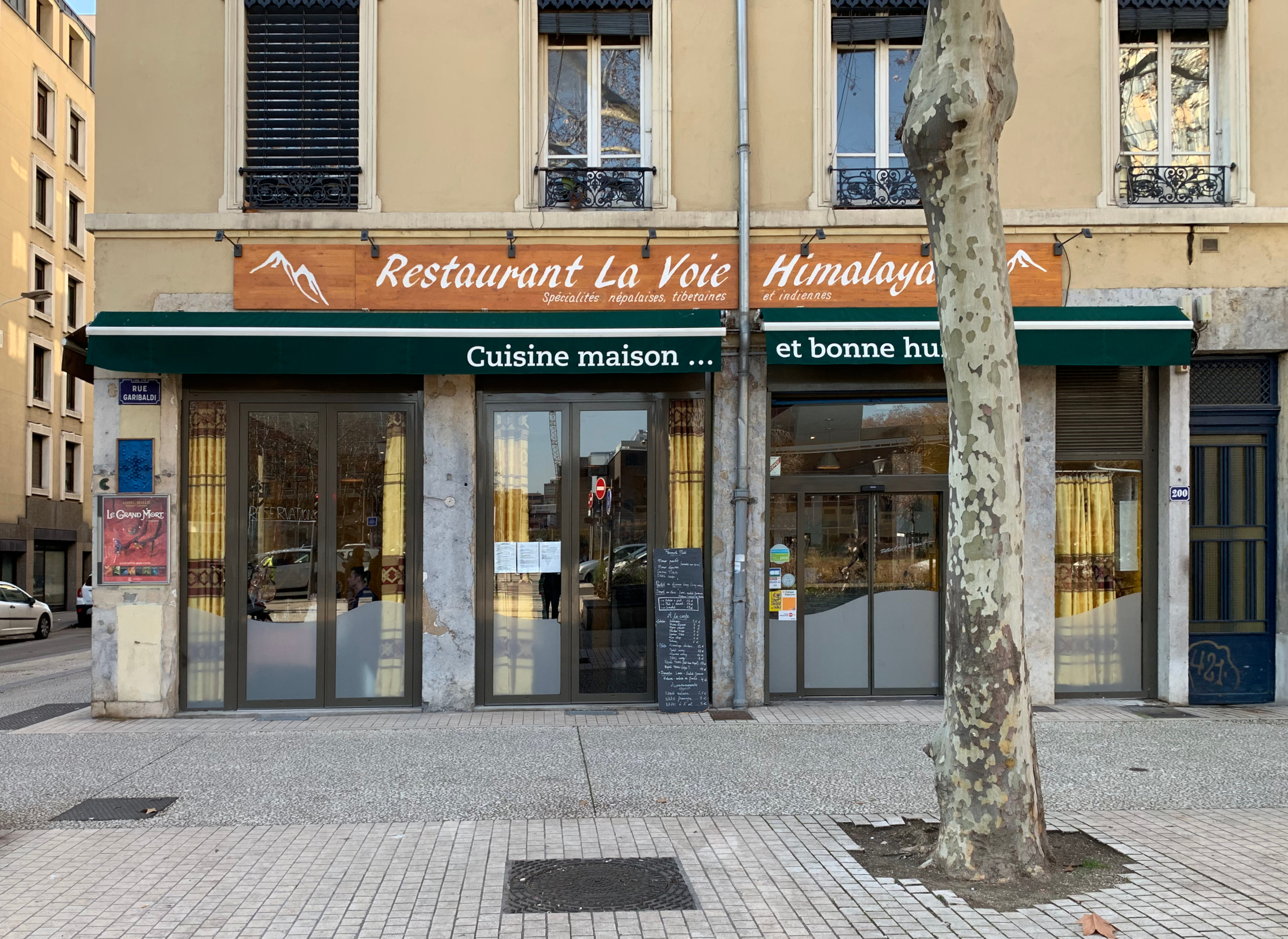
Restaurant népalais, tibétain et indien, rue Garibaldi, Lyon
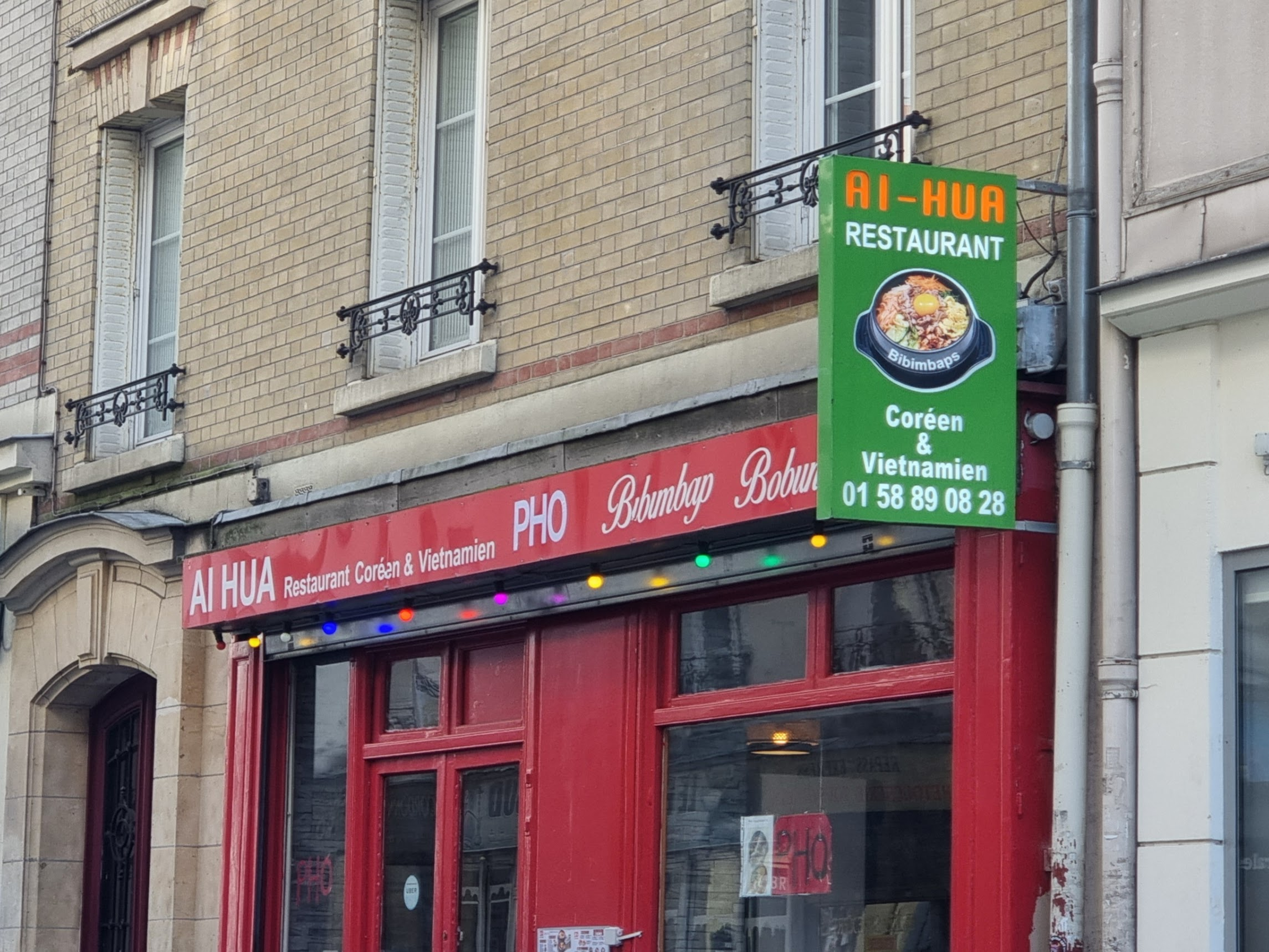
Restaurant coréen et vietnamien, Rue de la Reine-Blanche, Paris 13
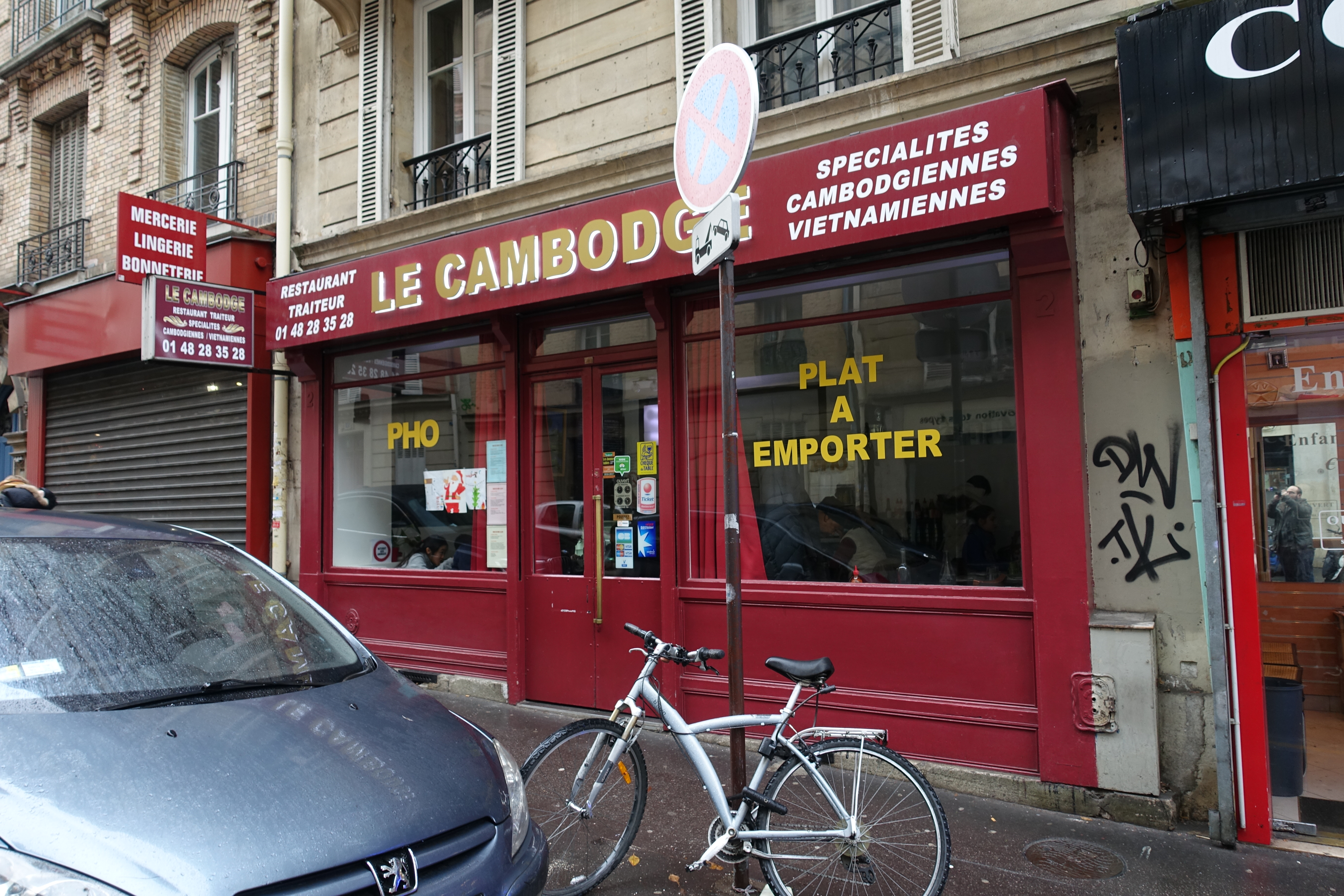
Restaurant cambodgien et vietnamien, Rue Leriche, Paris 15
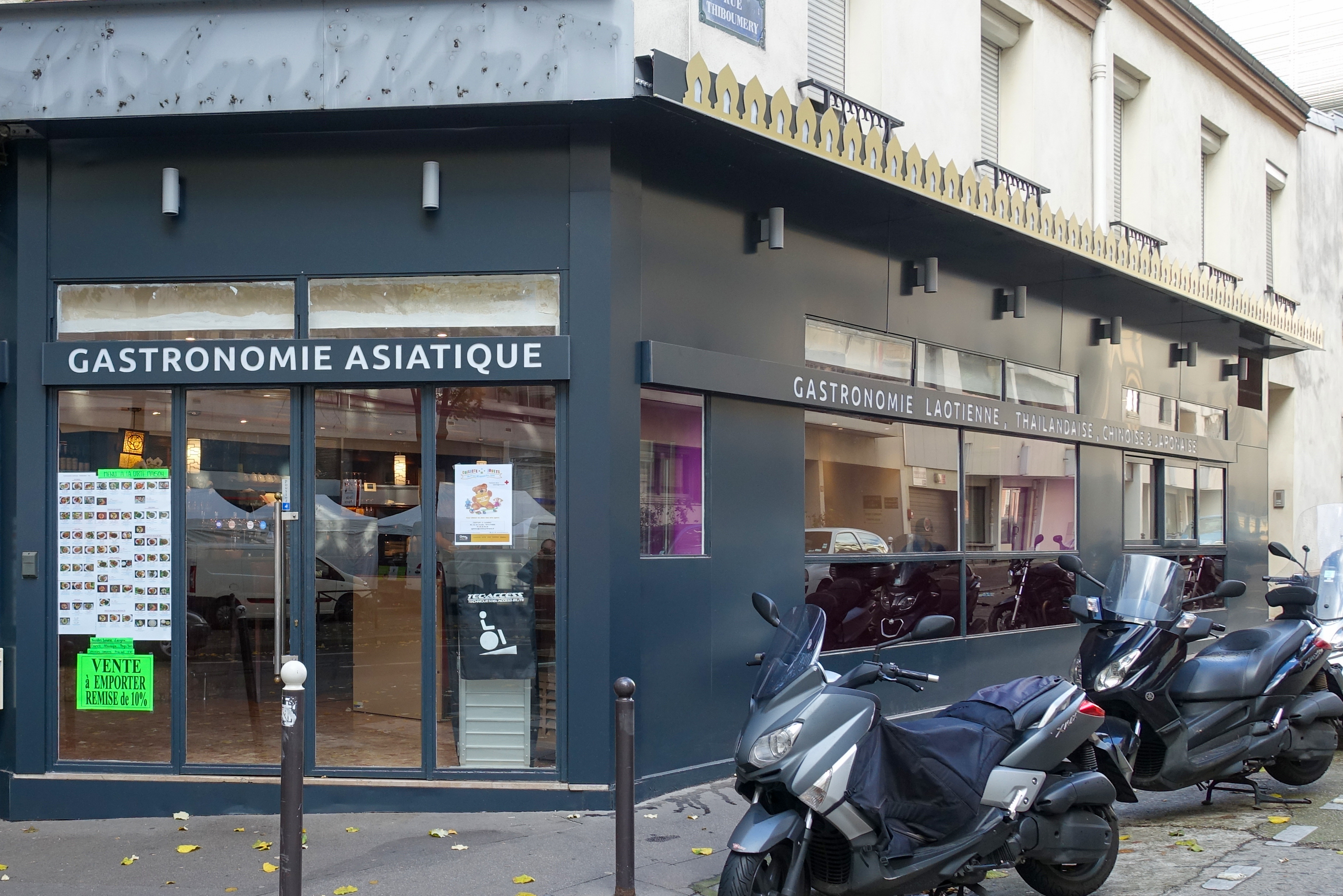
Restaurant laotien, thaïlandais, chinois et japonais, rue de Vouillé, Paris 15
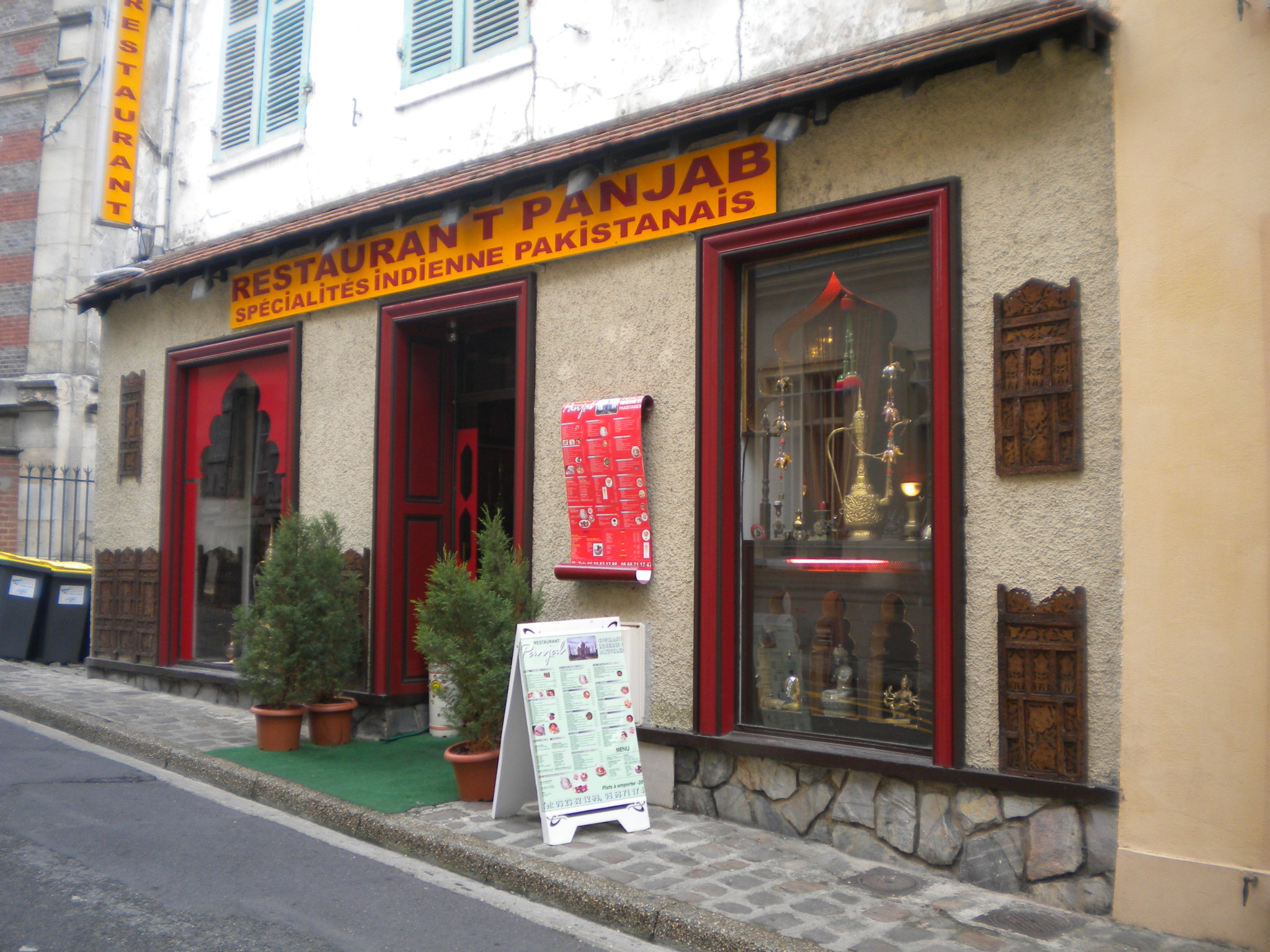
Restaurant pakistanais et indien, Château-Thierry, Aisne

### Relations politiques
Les évènements culturels, plus particulièrement le Nouvel an chinois à Paris, sont des moments hautement politiques : de nombreuses personnalités, telles que François Hollande en 2012, Valérie Pécresse, Anne Hidalgo et Nathalie Kosciusko-Morizet en 2013, Manuel Valls et Bernard Cazeneuve en 2015 y participent. Plus généralement, les élus (maires d'arrondissement, maire de Paris, députés) accueillent notables de la diaspora asiatique et ambassadeurs des pays asiatiques, tenant des discours célébrant la richesse culturelle et les échanges économiques entre la France et l'est et le sud-est asiatique. Ces évènements sont initiés par Jacques Chirac, d'abord comme maire de Paris où il inaugure une réception à l'Hôtel de ville lors de la fête des lanternes en février 1989 puis comme président de la République, avec une réception à l'Élysée en 2002.